# Kanzaka Hadzsime
Kanzaka Hadzsime (神坂 一; Hepburn: Kanzaka Hajime; Oszaka, 1964. július 17. –) japán regény- és mangaíró. Kanzaka számára a Slayers című light novel sorozata és az abból készített mangaadaptációk, animesorozatok, OVA-k és animációs filmek hozták meg a hírnevet. Legtöbb művét Araizumi Rui illusztrálta.

## Pályafutása
Kanzaka Hadzsime 1964. július 17-én született Oszakában. Miután elvégezte a Kobei Művészeti Főiskolát egy irodában dolgozott. Eleinte csak hobbiból írt történeteket, amit barátaival osztott meg, majd felfigyelt a Dragon Magazine amatőr fikcióíróknak szánt versenyére 1989-ben. Erre a Slayers című light novelének korai történetével jelentkezett, amely elnyerte a Fantasia díj első helyét. A Slayerst ezután alaposan átdolgozva a Fujimi Shobo Dragon Magazine-ja közölte le, majd 15 kötetbe gyűjtve jelent meg. Fő regénysorozatát egészen 2000-ig írta. Időközben főállású író lett és egy másik sorozatához, a Slayers Special-höz is hozzálátott 1991-ben, majd 1997-ben a Slayers Delicious-höz is, amit később beledolgoztak a Specialbe. 1992-ben kezdte írni Lost Universe című sorozatát, ami a Slayers egy másik világában játszódik. Sorozatai népszerűségét a belőle készült mangaadaptációk – ebből kettőt, a Slayerst és a Csóbaku mahóden Slayerst maga Kanzaka írta – és az animeadaptációk tovább növelték. 2008-ban befejeződött a Slayers Special, ekkor hozzálátott a Slayers Smash.-nek, ami 2011-ig futott. Akita Josinobuval egy egykötetes light novelt is írt Slayers x Orphen címmel, ami a Slayers és a Madzsucusi Orphen crossoverje.

## Munkái
- Slayers (スレイヤーズ; Szureijázu; Hepburn: Sureiyāzu?) – light novelek és több mangaadaptáció története
  - Slayers (light novel, 15 kötet, 1989–2000)
  - Slayers Special (light novel, 30 kötet, 1991–2008)
  - Slayers (manga, 1 kötet, 1991–2008)
  - Csóbaku mahóden Slayers (manga, 8 kötet, 1995–2001)
  - Slayers Delicious (light novel, 4 kötet, 1997–1999)
  - Slayers x Orphen (light novel, 1 kötet, 2005)
  - Slayers Smash. (light novel, 5 kötet, 2008–2011)
- Lost Universe (ロスト・ユニバース; Roszuto Junibászu; Hepburn: Rosuto Yunibāsu?) – light novel, 4 kötet, 1992–2000
- Higaeri Quest (日帰りクエスト; Higaeri Kueszuto; Hepburn: Higaeri Kuesuto?) – light novel, 4 kötet, 1993–1995; manga, 7 kötet (sódzso), 1995–1998
- O.P. Hunter (O・P・ハンター; O.P. Hantá; Hepburn: O.P. Hantā?) – light novel, 1 kötet; manga, 2 kötet, 1995[1]
- Jami no szadame o szeómono (闇の運命を背負う者; Hepburn: Yami no sadame o seōmono?) – manga (fantasy), 1996
- Sheriff Stars (シェリフスターズ; Serifu Szutázu; Hepburn: Sherifu Sutāzu?) – 1999–2004[2]
  - Sheriff Stars MS – light novel, 5 kötet
  - Sheriff Stars SS – light novel, 4 kötet
  - Sheriff Stars The Artificial Angel – manga (sci-fi), 1 kötet
  - Sheriff Stars – rádiódráma, 3 kötet
- Cross Cadia (クロスカディア; Kuroszu Kadia; Hepburn: Kurosu Kadia?) – light novel, 6 kötet, 2001–2005[3]
- DOORS I Mazekoze Súzenja (DOORSIまぜこぜ修繕屋; Hepburn: DOORS I Mazekoze Shūzenya?) – light novel (sónen), 1 kötet, 2007
- Asita no dai Maó: Road to Demon Lord (Ashita no dai Maō: Road to Demon Lord)[4]
- Gundam – Jabrow no daicsi ni (Jabrow no daichi ni) – light novel, 1 kötet (a Gundam Novelsben jelent meg)[5]
- Abyss Gate – 3 kötet
- Dzsúrinsa-tacsi no macsi (Jūrinsha-tachi no machi)
- Hajime Kanzaka Collection